# Portugiesisch-senegalesische Beziehungen
Die portugiesisch-senegalesischen Beziehungen beschreiben das zwischenstaatliche Verhältnis von Portugal und dem Senegal. Die Länder unterhalten seit 1974 direkte diplomatische Beziehungen.
Historisch sind die Länder seit der Ankunft der Portugiesischen Entdeckungsreisenden als erste Europäer hier im 15. Jahrhundert verbunden. Einige Familiennamen und Ortsbezeichnungen gehen auf die lange Anwesenheit der Portugiesen im heutigen Senegal zurück, etwa Saly Portudal oder Rufisque. Auch die eigene sprachliche und kulturelle Identität der senegalesischen Region Casamance geht auf die Portugiesen zurück.
Im Jahr 2008 erhielt Senegal den Status eines assoziierten Beobachters in der Gemeinschaft der Portugiesischsprachigen Länder, deren Gründungsmitglied Portugal ist. Die Portugiesische Sprache wird in Senegal besonders verbreitet gelehrt und ist zudem die Wurzel des Crioulo, der verbreiteten Regionalsprache in der Casamance.
Im Jahr 2011 lebten 1.623 Senegalesen in Portugal. In Senegal leben deutlich weniger Portugiesen, zumeist Mitarbeiter portugiesischer oder anderer internationaler Organisationen und Unternehmen. Im Jahr 2012 sendete der öffentlich-rechtliche portugiesische Fernsehsender RTP in seiner Serie Portugueses pelo Mundo (dt. etwa: „Portugiesen über die Welt verstreut“) eine Folge über Senegals Hauptstadt Dakar und ihr Umland. Dort stellten mit einer UN-Mitarbeiterin, einem Fußballtrainer, einem Hochschullehrer und einem Werftleiter vier Portugiesen ihren Wohnort Dakar den Zuschauern vor.

## Geschichte

### Vor 1975
Der portugiesische Seefahrer Dinis Dias nahm die Insel Gorée 1444 in Besitz, danach errichteten die Portugiesen zum Schutz ihres neuen Handelspunktes eine Festung. 1536 bauten die Portugiesen hier ein erstes Sklavenhaus, an dessen Stelle das heute bekannte, 1776 von Holländern errichtete Sklavenhaus steht.
Der portugiesische Seefahrer Gonçalo Gamboa Ayala, erster Kapitän (Capitão-mor) von Cacheu, gründete 1645 den Ort Ziguinchor, heute Hauptort des Gebietes von Casamance (port. Casamansa).
Hier lebende Portugiesen aus Militär, Verwaltung oder Handel heirateten auch Einheimische, etwa Töchter lokaler Handelsfamilien oder befreundeter Sklavenhändler. Diese Frauen wurden Signare genannt und besaßen oder erlangten teils selbst Einfluss und Besitz.
In der zweiten Hälfte des 17. Jahrhunderts erwachte erstmals auf Seiten Frankreichs Interesse an dem Gebiet, das etwas größer als das heutige Belgien ist. Der damalige, farbige Gouverneur der portugiesischen Besitzung, Honório Pereira Barreto warnte in mehreren Briefen die Zentralregierung in Lissabon vor der Gefahr der zunehmenden Anwesenheit interessierter ausländischer Personen in Ziguinchor, jedoch ohne Antworten zu bekommen. Der Abgeordnete für die Insel Madeira etwa sah in der portugiesischen Abgeordnetenkammer beim Tagesordnungspunkt zum Thema Casamansa 1840 in der Besitzung keine ausreichende Bedeutung, um dem französischen Interesse an ihr nicht nachzukommen. Außer Alexandre Herculano, der heftig widersprach, zeigte kein Abgeordneter besonderes Interesse an dem Thema.
Die dennoch bestehen gebliebenen französisch-portugiesischen Differenzen in der Casamansa-Frage kamen ab 1870 verstärkt zum Vorschein, als Frankreich aus dem Abkommen vom 18. März 1868 rechtmäßige eigene Ansprüche auf das Gebiet las, während Portugal das Abkommen in dem Punkt gegensätzlich interpretierte. Nach einer Reihe Zwischenfälle in der Region trafen Portugal und Frankreich 1886 in Berlin eine Vereinbarung über die Grenzen Guineas. Portugal trat dabei Ziguinchor an die Franzosen ab, während Frankreich den Portugiesen das Gebiet von Cacine (heute eine Ortschaft der Region Tombali in Guinea-Bissau) im Norden Guineas überließ. Das Abkommen stieß auf Ablehnung in der bestimmenden afro-portugiesischen Familie, den Carvalho de Alvarengas, die weitgehend die Geschicke Zinguinchors bestimmten.
1887 verstarb hier Jean Frédéric Chambaz, bedeutendster französischer Händler in der Region und Befürworter des biologischen und kulturellen Mestizentums. Neben Französisch beherrschte er fließend das regionale portugiesischbasierte Kreol und hatte hier 13 Söhne mit drei Frauen.
Erstmals wurde dieses portugiesische Kreol 1922 transkribiert, mit dem Werk Petit Catéchisme Créole-Portugais, Katesismu di Dotrina Krist(o~) des Franzosen Pierre J. Esvan. Es war in Französisch abgefasst, wurde gedruckt bei Souza Cruz im portugiesischen Braga, und gelangte nicht nach Guinea-Bissau. Darin zeigt Esvan, dass das lokale Kreol aus dem Portugiesischen und aus lokalen afrikanischen Sprachen entstanden ist.
Zwischen 1963 und 1975, insbesondere während des Portugiesischen Kolonialkriegs im benachbarten Guinea-Bissau, hatte Portugal keinen Botschafter in Senegal akkreditiert, sondern ließ seine Interessen durch die schweizerische Botschaft in Dakar vertreten.

### Seit 1975

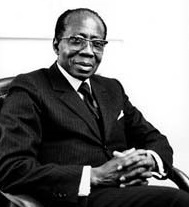
Präsident Léopold Senghor (1987)

Nach der Nelkenrevolution 1974 in Portugal und der folgenden Auflösung des Portugiesischen Kolonialreichs 1975 erhielten die Beziehungen beider Länder eine neue Grundlage. Mit der Doppelakkreditierung des portugiesischen Botschafters in Guinea-Bissau, João de Sá Coutinho Sotto Maior, in der senegalesischen Hauptstadt Dakar begannen am 20. Juni 1975 die direkten diplomatischen Beziehungen zwischen Portugal und Senegal.
Nach dem Tode des ersten senegalesischen Präsidenten Léopold Senghors Ende 2001 äußerte Mário Soares seine tiefe Trauer und bezeichnete Senghor als einen großen Freund und Mitstreiter gleicher Ideale. Die diplomatischen Beziehung beider Länder waren im September 1974 von Senghor und Soares persönlich in Paris vereinbart worden.
Seit 2008 ist Senegal assoziierter Beobachter in der Gemeinschaft der Portugiesischsprachigen Länder, deren Gründungsmitglied Portugal ist. Die bilateralen Beziehungen zwischen beiden Ländern haben sich in der Folge verstärkt. Besonders die Region Casamance wurde danach verstärkt ein Ziel der portugiesischen Entwicklungshilfe.
2015 eröffnete das portugiesische Kulturinstitut Instituto Camões ein Sprachzentrum in Ziguinchor, nach Dakar das zweite in Senegal. Parallel baute die senegalesische Regierung das seit der Unabhängigkeit 1960 eingerichtete Angebot an Portugiesischunterricht an weiterführenden Schulen aus. Heute ist Senegal mit etwa 44.000 Schülern noch vor Spanien das Land mit den meisten Portugiesischschülern im regulären Schulsystem, neben den außerschulischen Portugiesischangeboten u. a. des Instituto Camões.
In Senegal sind auch zivilgesellschaftliche Akteure aus Portugal aktiv. So unterstützte zuletzt die portugiesische Hilfsorganisation Assistência Médica Internacional (AMI) ab April 2018 ein Projekt zur Verbesserung frauenspezifischer Gesundheit in 17 Gemeinschaften der Region Thiès und der Region Diourbel, das sie auch überwiegend finanziert.

## Casamance
Der gesamte Landesteil Casamance (port.: Casamansa) unterscheidet sich bis heute geografisch und kulturell vom Rest des Landes. Er ist durch seine Geschichte als portugiesische Kolonie und durch seine Nähe zum ehemals portugiesischen Guinea-Bissau geprägt. So wurde u. a. der Hauptort Ziguinchor im 17. Jahrhundert durch Portugiesen gegründet, und es wird hier ein Portugiesischbasiertes Kreol gesprochen, das Guineabissauische Kriolu. Der Casamance-Konflikt ging auf diese unterschiedlichen kulturellen Wurzeln zurück, die noch immer nachwirken.

## Partnerstädte
1989 entstand die erste Städtefreundschaften, zwischen der portugiesischen Hafenstadt Viana do Castelo und der senegalesischen Hafenstadt Ziguinchor, die im 15. durch Portugiesen gegründet wurde. Seither sind zwei weitere Partnerschaften zwischen Kommunen beider Länder entstanden.

## Diplomatie

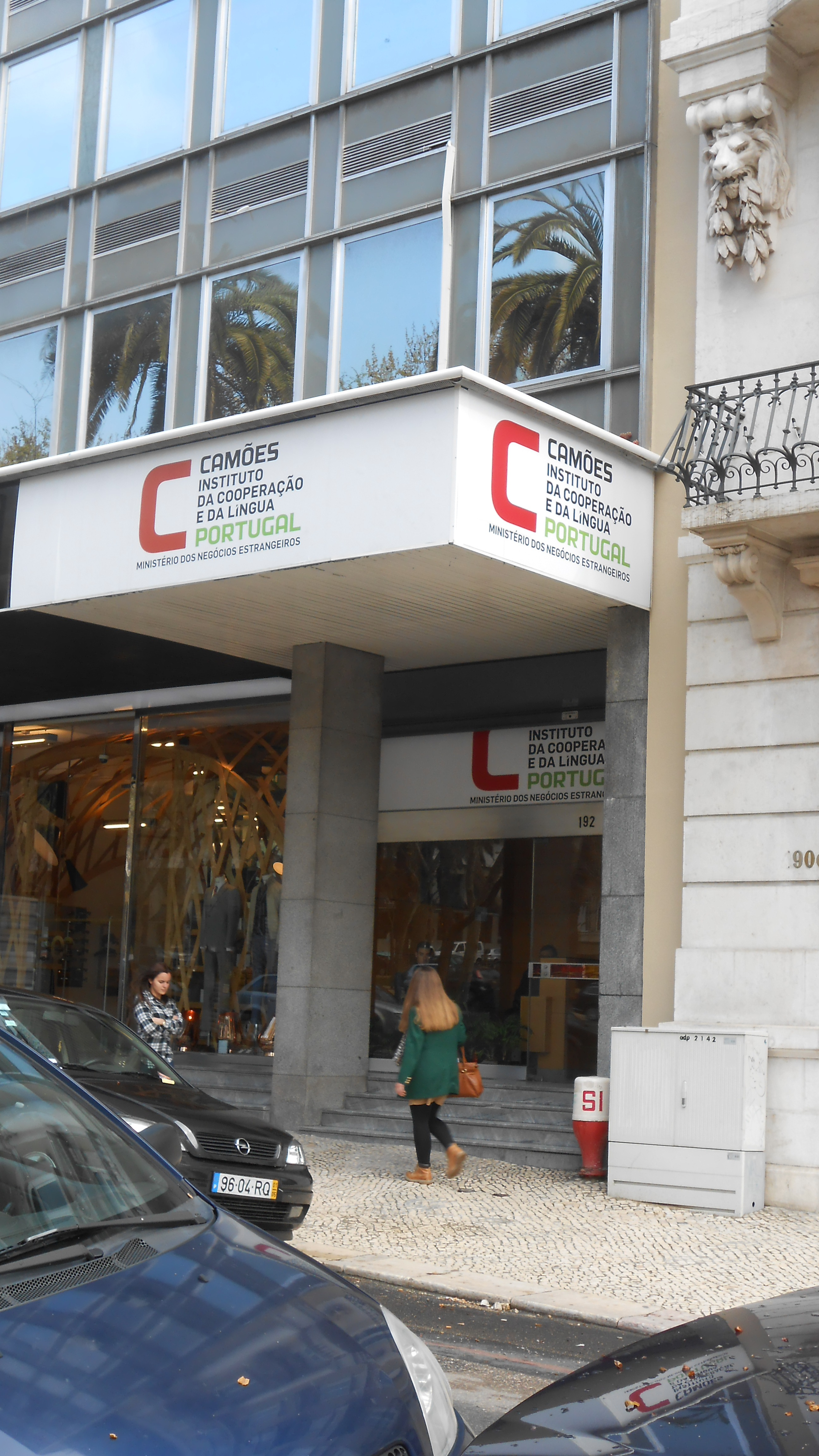
Der Hauptsitz des Instituto Camões in Lissabon ist ebenso an der Avenida da Liberdade gelegen wie die Botschaft Senegals

Die Botschaft Portugals in Senegal residiert in der Villa Martha, Avenue des Ambassadeurs 6 der Hauptstadt Dakar. Zum Amtsbezirk der Botschaft gehören auch die Länder Burkina Faso (port.: Burquina Faso), Elfenbeinküste (Costa do Marfim), Gambia, Liberia, Mali, Mauretanien (Mauritânia), Guinea (República da Guiné) und Sierra Leone (Serra Leoa). Konsulate über die Botschaft hinaus unterhält Portugal in Senegal nicht.
Senegal unterhält in der portugiesischen Hauptstadt Lissabon seine Botschaft in der Nummer 38 der zentralen Avenida da Liberdade. Dies ist zudem die Verbindungsbüro des Landes bei der Gemeinschaft der Portugiesischsprachigen Länder, bei der es assoziierter Beobachter ist. Neben der Botschaft sind keine Konsulate Senegals in Portugal eingerichtet.

## Kultur und Sprache
Das portugiesische Kulturinstitut Instituto Camões ist mit zwei Sprachzentren in Dakar und Ziguinchor und einem Lektorat in Dakar vertreten.
Drei Baudenkmäler Senegals sind in der portugiesischen Denkmalliste SIPA gelistet. Neben dem Sklavenhaus (port.: Casa dos Escravos na Ilha de Gorée) im Speziellen und allgemein dem gesamten historischen Ortskern auf der Insel Gorée, seit 1978 UNESCO-Welterbe, ist dies die portugiesische Festungsanlage Forte de Portudal bei M’bour, ursprünglich aus dem 15. Jahrhundert. An der dortigen Badeküste der Petite-Côte wurde seit 1984 das Seebad Saly Portudal als touristisches Zentrum Senegals entwickelt.
Zusätzlich zu den Muttersprachlern und anderen Sprechern des portugiesischbasierten Kreol in Casamance zählt man 44.000 Schüler, überwiegend außerhalb Casamances, die Portugiesisch an weiterführenden Schulen lernen. Damit hat Senegal, noch vor Spanien, die meisten Portugiesischschüler im Regelschulbetrieb unter allen Ländern, deren Amtssprache nicht Portugiesisch ist.
Die senegalesische Schauspielerin Fatou N’Diaye spielte 2002 im portugiesisch-kapverdischen Film Nha Fala – Meine Stimme die Hauptrolle und lernte extra dafür Kapverdisches Kreol, eine portugiesischbasierte Kreolsprache der Kapverden, ähnlich dem Kreol in der südsenegalesischen Casamance.

## Wirtschaft
Die portugiesische Außenhandelskammer AICEP ist in Dakar mit einem Büro vertreten.
Vor 2010 wies die Handelsbilanz beider Länder einen Exportüberschuss Senegals aus, seitdem gibt es einen Exportüberschuss Portugals. Im Jahr 2023 führte Senegal Waren aus Portugal im Wert von 46,2 Mio. Euro ein, darunter 24,0 % Lebensmittel und Futtermittel, 51,7 % Industrielle Zulieferungen, 11,0 % Investitionsgüter und 8,1 % Konsumgüter. Im gleichen Jahr importierte Portugal Waren aus Senegal im Wert von 15,4 Mio. Euro, darunter 96,6 % Lebensmittel und Futtermittel. Damit steht Senegal für den portugiesischen Außenhandel an 71. Stelle bei den Abnehmerländern und an 90. Stelle bei den Lieferländern. Für die senegalesische Außenhandelsbilanz trägt Portugal mit 0,38 % zu dem Importvolumen von 11,8 Milliarden US-Dollar bei. Das Exportvolumen Senegals von 5,3 Milliarden US-Dollar geht zu 0,29 % an Portugal.
Der senegalesische Außenminister Mankeur Ndiaye besuchte Portugal im Juni 2014. Beide Länder trafen dabei ein Abkommen zum Investorenschutz. Ndiaye rief die portugiesischen Unternehmen danach auf, stärker in Senegal zu investieren. Insbesondere in den Bereichen Tourismus, Erneuerbare Energien und Infrastrukturbauten träfe das portugiesische Know-how in Senegal heute auf viele Möglichkeiten.

## Sport

### Fußball

Der Streckenverlauf der Rallye Dakar 2006 von Lissabon nach Dakar

Die Senegalesische Fußballnationalmannschaft und die Portugiesische Nationalelf haben bisher noch nicht gegeneinander gespielt (Stand Januar 2017).
Einige senegalesische Fußballspieler haben für portugiesische Klubs gespielt, etwa Papa Babacar Diawara bei Marítimo Funchal auf der Insel Madeira oder Nationalspieler Alhassane Sylla, der seit 2017 bei União Madeira unter Vertrag steht, wo auch Nationalspieler Pathé Ciss von 2017 bis 2020 spielte. Kévin Gomis trug 2009–2011 zur zwischenzeitlichen Erfolgsphase des Naval 1º de Maio bei.
Der Stürmer Ladji Keita spielte bei mehreren portugiesischen Vereinen, ebenso Fary Faye, Théo Mendy, Oumar Diakhité, Mamadou Loum oder Ousmane N’Doye. Auch Modou Sougou spielte bereits bei mehreren Klubs in Portugal und begann hier seine Karriere ebenso, wie Nationalspieler Abdoulaye Ba und Abdou Khadre Guirassy, der weiter in Portugal lebt und spielt. Jungnationalspieler Mouhamed Mbaye steht seit 2016 beim FC Porto unter Vertrag, wo 2019–2020 auch Formose Mendy spielte. Nationalspieler Deme N’Diaye kam über CF Estrela Amadora, wo er von 2006 bis 2009 spielte, nach Europa, wo er seither für französische Klubs aufläuft.

### Rallye Portugal Dakar
Nach dem Ende der ursprünglichen Rallye Dakar 2008 wird seit 2009 mit der Portugal–Dakar Challenge eine Nachfolgeveranstaltung durchgeführt (unabhängig von der Africa Eco Race, einer weiteren Nachfolge-Rallye). Bereits seit der Rallye Dakar 2006 verlief die traditionsreiche Rallye von Lissabon bis zur Hauptstadt Senegals, woran die Portugal–Dakar Challenge anknüpft und sich dabei auch an dem nicht nur streng sportlichen, sondern zudem landschaftlichen und völkerverbindenden Sinn der Ursprungsrallye orientiert.